# Stagnicola idahoensis
Stagnicola idahoensis är en snäckart som först beskrevs av J. Henderson 1931.  Stagnicola idahoensis ingår i släktet Stagnicola och familjen dammsnäckor. IUCN kategoriserar arten globalt som starkt hotad. Inga underarter finns listade i Catalogue of Life.